# Хаптичка технологија
Хаптичка технологија (такође кинестетичка комуникација или 3Д додир) је технологија која може створити искуство додира применом сила, вибрација или покрета на корисника. Ове технологије се могу користити за осећај виртуелних објеката и догађаја у компјутерска симулација, за контролу виртуелних објеката и за побољшање даљинског управљања машинама и уређајима (телероботика). Хаптички уређаји могу укључивати тактилни сензор који мери силе које корисник врши на интерфејс. Реч хаптички, од ἁπτικός (haptikos), значи „тактилан, који се односи на чуло додира”. Једноставни хаптички уређаји су чести у облику контролера за игре, џојстика и волана.
Хаптичка технологија олакшава истраживање начина на који функционише људско чуло додира омогућавањем стварања контролисаних хаптичких виртуелних објеката. Вибрације и други тактилни знаци такође су постали саставни део мобилног корисничког искуства и дизајна интерфејса. Већина истраживача разликује три сензорна система повезана са чулом додира код људи: кожни, кинестетички и хаптички. Све перцепције посредоване кожном и кинестетичком осетљивошћу називају се тактилном перцепцијом. Чуло додира се може класификовати као пасивно и активно, а термин „хаптички” често се повезује са активним додиром за комуникацију или препознавање објеката.

## Историја
Једна од најранијих примена хаптичке технологије била је у великим авионима који користе системе сервомеханизама за управљање контролним површинама. Код лакших авиона без серво система, како се авион приближавао застоју, аеродинамичко подрхтавање (вибрације) осећало се у пилотским контролама. Ово је било корисно упозорење на опасно стање лета. Серво системи су обично „једносмерни”, што значи да се спољне силе примењене аеродинамички на контролне површине не перципирају на контролама, што доводи до недостатка овог важног сензорни знак. Да би се ово решило, недостајуће нормалне силе симулирају се опругама и теговима. Мери се нападни угао, и како се критична тачка застоја приближава, укључује се stick shaker који симулира одговор једноставнијег систем управљања. Алтернативно, серво сила се може мерити и сигнал усмерити на серво систем на контроли, такође познат као повратна спрега силе. Повратна спрега силе експериментално је имплементирана у неким багерима и корисна је при ископавању мешовитог материјала као што су велике стене укопане у муљ или глину. Омогућава оператеру да „осети” и ради око невиђених препрека. У 1960-им, Пол Бах-и-Рита је развио систем за замену вида користећи мрежу од 20x20 металних шипки које су се могле подизати и спуштати, производећи тактилне „тачке” аналогне пикселима екрана. Људи који су седели у столици опремљеној овим уређајем могли су да идентификују слике по обрасцу тачки које су им убадане у леђа.
Први амерички патент за тактилни телефон додељен је Томасу Д. Шенону 1973. године. Рани систем тактилне комуникације између човека и машине изградио је А. Мајкл Нол у Бел телефонским лабораторијама, инц. почетком 1970-их и патент је издат за његов изум 1975. године.
Године 1994, развијен је Аура Интерактор прслук. Прслук је носиви уређај са повратном спрегом силе који прати аудио сигнал и користи технологију електромагнетних актуатора за претварање бас звучних таласа у вибрације које могу представљати радње као што су ударац песницом или ногом. Прслук се укључује у аудио излаз стерео уређаја, ТВ-а или ВЦР-а и аудио сигнал се репродукује кроз звучник уграђен у прслук.
Године 1995, Томас Маси је развио ПХАНТоМ (Personal HAptic iNTerface Mechanism) систем. Користио је напрстачке посуде на крају компјутеризованих руку у које су се могли уметнути прсти особе, омогућавајући им да „осете” објекат на компјутерском екрану.
Године 1995, Норвежанин Геир Јенсен описао је ручни сат са хаптичким уређајем са механизмом за тапкање по кожи, названим Tap-in. Ручни сат би се повезао са мобилним телефоном путем блутут, а обрасци учесталости тапкања омогућили би кориснику да одговори на позиве са одабраним кратким порукама.
Године 2015, лансиран је Apple Watch. Он користи сензор за тапкање по кожи за испоруку обавештења и упозорења са мобилног телефона корисника сата.

## Врсте механичког тактилног осећаја
Људско осећање механичког оптерећења у кожи управљају механорецептори. Постоји неколико врста механорецептора, али они присутни у јагодици прста обично се деле у две категорије: брзо делујући (ФА) и споро делујући (СА). СА механорецептори су осетљиви на релативно велика напрезања и ниске фреквенције, док су ФА механорецептори осетљиви на мања напрезања при вишим фреквенцијама. Резултат тога је да генерално СА сензори могу детектовати текстуре са амплитудама већим од 200 микрометра, а ФА сензори могу детектовати текстуре са амплитудама мањим од 200 микрометра, па све до око 1 микрометра, иако нека истраживања сугеришу да ФА могу детектовати текстуре само мање од таласне дужине отиска прста. ФА механорецептори постижу ову високу резолуцију осећаја осећањем вибрација произведених трењем и интеракцијом текстуре отиска прста која се креће преко фине површинске текстуре.

## Имплементација
Хаптичка повратна спрега (често скраћена на само хаптика) су контролисане вибрације на задатим фреквенцијама и интервалима које пружају осећај који представља радњу у игри; то укључује „ударце”, „куцања” и „тапкања” руком или прстима.
Већина електронике која нуди хаптичку повратну спрегу користи вибрације, а већина користи тип ексцентричног ротирајућег мотора (ЕРМ) актуатора, који се састоји од неуравнотеженог тега причвршћеног на осовину мотора. Како се осовина ротира, ротација ове неправилне масе узрокује да актуатор и причвршћени уређај вибрирају. Пиезоелектрични актуатори се такође користе за производњу вибрација, и нуде још прецизније кретање од ЛРА, са мање буке и на мањој платформи, али захтевају веће напоне од ЕРМ-а и ЛРА-а.

### Румбловање контролера
Један од најчешћих облика хаптичке повратне спреге у видео играма је румбловање контролера. Године 1976, Sega-ина мотоциклистичка игра Moto-Cross, такође позната као Fonz, била је прва игра која је користила хаптичку повратну спрегу, узрокујући да управљач вибрира током судара са другим возилом.

### Повратна спрега силе
Уређаји за повратну спрегу силе користе моторе за манипулацију кретањем предмета који држи корисник. Честа употреба је у видео играма и симулаторима вожње аутомобила, који окрећу волан да симулирају силе доживљене приликом скретања правог возила. Директно погонски точкови, представљени 2013. године, засновани су на сервомоторима и представљају најквалитетнији тип тркачких точкова са повратном спрегом силе, у погледу снаге и верности.
Године 2007, Novint је објавио Falcon, потрошачки 3Д уређај на додир са тродимензионалном повратном спрегом силе високе резолуције. Ово је омогућило хаптичку симулацију објеката, текстура, одскока, момента и физичког присуства објеката у играма.

### Прстенови ваздушног вртлога
Прстенови ваздушног вртлога су ваздушни џепови у облику крофне сачињени од концентрисаних налета ваздуха. Фокусирани ваздушни вртлози могу имати силу да угасе свећу или поремете папире са неколико метара удаљености. Истраживање Мајкрософта (AirWave) и Дизнија (AIREAL) користили су ваздушне вртлоге за испоруку бесконтактне хаптичке повратне спреге.

### Ултразвук
Фокусирани ултразвуки зраци могу се користити за стварање локализованог осећаја притиска на прсту без додиривања било каквог физичког објекта. Жаришна тачка која ствара осећај притиска генерише се индивидуалним контролисањем фазе и интензитета сваког претварача у низу ултразвучних претварача. Ови зраци се такође могу користити за пружање осећаја вибрације, и да корисницима омогуће да осете виртуелне 3Д објекте. Први комерцијално доступан ултразвучни уређај био је Stratos Explore компаније Ultrahaptics који се састојао од плоче са 256 претварача и Leap motion контролера за праћење руку
Још један облик тактилне повратне спреге резултат је активног додира када човек скенира (прелази прстом преко површине) да би добио информације о текстури површине. Значајна количина информација о текстури површине на микрометарској скали може се прикупити овом радњом, јер вибрације које настају трењем и текстуром активирају механорецепторе у људској кожи. У том циљу, плоче се могу натерати да вибрирају на ултразвучној фреквенцији, што смањује трење између плоче и коже.

### Електрична стимулација
Електрична стимулација мишића (ЕСМ) и транскутана електрична стимулација нерава (ТЕНС) могу се користити за стварање хаптичких сензација у кожи или мишићима. Најзначајнији примери укључују хаптичка одела Тесла суит, Ово хаптички прслук и носиве наруквице Valkyrie EIR. Поред побољшања урањања, нпр. симулирањем погодака метка, ове технологије су тражене за стварање сензација сличних тежини и отпору, и могу подстаћи тренинг мишића.

## Апликације

### Контрола

#### Телеприсутност
Хаптичка повратна спрега је неопходна за обављање сложених задатака путем телеприсутност. Shadow Hand, напредна роботска рука, има укупно 129 сензора додира уграђених у сваки зглоб и јагодицу прста који преносе информације оператеру. Ово омогућава обављање задатака као што је куцање са даљине. Рани прототип се може видети у НАСА-иној колекцији хуманоидних робота, или робонаута.

#### Телеоперација
Телеоператори су роботски алати на даљинско управљање. Када оператер добије повратну спрегу о укљученим силама, то се назива хаптичка телеоперација. Први електрично покретани телеоператори изграђени су 1950-их у Argonne National Laboratory од стране Рејмонда Горца за даљинско руковање радиоактивним супстанцама. Од тада, употреба повратне спреге силе постала је све раширенија у другим врстама телеоператора, као што су подводни уређаји за истраживање на даљинско управљање.
Уређаји као што су медицински симулатори и симулатор лета идеално пружају повратну спрегу силе која би се осетила у стварном животу. Симулиране силе генеришу се помоћу хаптичких контрола оператера, омогућавајући да се подаци који представљају осећаје додира сачувају или репродукују.

#### Медицина и стоматологија
Хаптички интерфејси за медицинску симулацију развијају се за обуку у минимално инвазивним процедурама као што су лапароскопија и интервентна радиологија, и за обуку студената стоматологије. Виртуелна хаптичка леђа (ВХЛ) су успешно интегрисана у наставни план и програм на Ohio University Колеџу за остеопатску медицину. Хаптичка технологија је омогућила развој телеприсутне хирургије, омогућавајући стручним хирургама да оперишу пацијенте са даљине. Док хирург прави рез, он осећа тактилну и отпорну повратну спрегу као да ради директно на пацијенту.

#### Аутомобилска индустрија
Са увођењем великих контролних панела на додир у инструмент таблама возила, хаптичка повратна спрега се користи за пружање потврде команди на додир без потребе да возач скреће поглед са пута. Додатне контактне површине, на пример волан или седиште, такође могу пружити хаптичке информације возачу, на пример, узорак вибрације упозорења када је близу других возила.

#### Авијација
Повратна спрега силе може се користити за повећање придржавања безбедног летачког лимита и тиме смањити ризик да пилоти уђу у опасна стања лета изван оперативних граница, истовремено задржавајући крајњи ауторитет пилота и повећавајући њихову свест о ситуацији.

### Електронски уређаји

#### Видео игре
Хаптичка повратна спрега се често користи у аркадним играма, посебно у тркачким видео играма. Године 1976, Sega-ина мотоциклистичка игра Moto-Cross, такође позната као Fonz, била је прва игра која је користила хаптичку повратну спрегу, узрокујући да управљач вибрира током судара са другим возилом. TX-1 од Тацумија увео је повратну спрегу силе у аутомобилске игре 1983. године. Игра Earthshaker! додала је хаптичку повратну спрегу на пинбол машину 1989. године.
Једноставни хаптички уређаји су чести у облику контролера за игре, џојстика и волана. Ране имплементације су обезбеђене путем опционих компоненти, као што је Rumble Pak контролера Nintendo 64 из 1997. године. Исте године, Microsoft SideWinder Force Feedback Pro са уграђеном повратном спрегом објавила је Immersion Corporation. Многи контролери конзола и џојстици имају уграђене уређаје за повратну спрегу, а то су мотори са неуравнотеженим теговима који се окрећу, узрокујући вибрације, укључујући Sony-јеву DualShock технологију и Microsoft-ову Impulse Trigger технологију. Неки контролери волана аутомобила, на пример, програмирани су да пруже „осећај” пута. Када корисник скрене или убрза, волан реагује одупирањем скретању или проклизавањем.
Значајна достигнућа укључују:
- 2013: Представљен је први директно погонски точак за сим трке.
- 2014: Нови тип хаптичког јастука који реагује на мултимедијалне улазе од LG Electronics.[52]
- 2015: Steam машине (конзоле налик рачунарима) компаније Valve укључују нови Steam Controller који користи пондерисане електромагнете способне да пруже широк спектар хаптичке повратне спреге путем трацкпад-а уређаја.[53] Системи повратне спреге ових контролера су подесиви од стране корисника, пружајући прецизну повратну спрегу са актуаторима хаптичке силе на обе стране контролера.[54]
- 2017: Nintendo Switch-ов Joy-Con је представио функцију HD Rumble, развијену са Immersion Corporation, користећи актуаторе компаније Alps Electric.[55][56][57]
- 2018: Razer Nari Ultimate, гејмерске слушалице које користе пар хаптичких драјвера широког фреквентног опсега, развијене од стране Lofelt.[58][59]
- 2020: Sony PlayStation 5 DualSense контролери подржавају вибротактилну хаптичку повратну спрегу коју пружају актуатори са звучним калемом интегрисани у држаче за дланове, и повратну спрегу силе за адаптивне тригере коју пружају два ДЦ ротациона мотора.[60] Актуатори у рукохвату могу пружити разноврсну и интуитивну повратну спрегу о радњама у игри; на пример, у пешчаној олуји, играч може осетити ветар и песак, а мотори у адаптивним тригерима подржавају искуства као што је виртуелно извлачење стреле из лука.[61]
- 2021: Објављен је SuperTuxKart 1.3, додајући подршку за повратну спрегу силе.[62] Повратна спрега силе је изузетно ретка за слободан софтвер игре.

#### Мобилни уређаји
Тактилна хаптичка повратна спрега је уобичајена у мобилним уређајима. У већини случајева, ово се манифестује као вибрациони одговор на додир. Alpine Electronics користи хаптичку технологију повратне спреге названу PulseTouch на многим својим навигационим и стерео уређајима са екраном осетљивим на додир. Nexus One поседује хаптичку повратну спрегу, према њиховим спецификацијама. Samsung је први пут лансирао телефон са хаптиком 2007. године.
Површинска хаптика се односи на производњу променљивих сила на прсту корисника док он интерактује са површином као што је екран осетљив на додир.
Значајна достигнућа укључују:
- Tanvas[66] користи електростатички технологију[67] за контролу сила у равни које доживљава врх прста, као програмабилну функцију кретања прста. TPaD пројекат таблета користи ултразвучну технологију за модулацију привидне клизавости стакленог екрана осетљивог на додир.[68]
- Године 2013, Apple Inc. је добио патент за хаптички систем повратне спреге који је погодан за мултидодирне површине. Apple-ов амерички патент за „Метод и апарат за локализацију хаптичке повратне спреге” описује систем где су најмање два актуатора позиционирана испод мултидодирног уређаја за унос, пружајући вибрациону повратну спрегу када корисник ступи у контакт са јединицом.[69] Конкретно, патент предвиђа да један актуатор изазива вибрацију повратне спреге, док најмање један други актуатор користи своје вибрације за локализацију хаптичког искуства спречавајући ширење првог скупа вибрација на друга подручја уређаја. Патент даје пример „виртуелне тастатуре”, међутим, такође се напомиње да се изум може применити на било који мултидодирни интерфејс.[70] Apple-ови iPhone-и (и MacBook-ови) који поседују „Taptic Engine”, остварују своје вибрације помоћу линеарног резонантског актуатора (ЛРА), који помера масу на реципрочан начин помоћу магнетног звучног калема, слично томе како се наизменични електрични сигнали претварају у кретање у конусу звучника. ЛРА су способни за брже време одзива од ЕРМ-а, и стога могу пренети прецизније хаптичке слике.[71]

#### Виртуелна реалност
Хаптика све више добија широку прихваћеност као кључни део виртуелна реалност система, додајући чуло додира претходно само визуелним интерфејсима. Системи се развијају да користе хаптичке интерфејсе за 3Д моделирање и дизајн, укључујући системе који омогућавају да се холограми виде и осете. Неколико компанија прави хаптичке прслуке за цело тело или торзо или хаптичка одела за употребу у имирзивној виртуелној реалности како би омогућили корисницима да осете експлозије и поготке метка.

#### Лични рачунари
Године 2015, Apple Inc.-ови MacBook и MacBook Pro почели су да укључују дизајн „Тактилни тачпед” са функционалношћу дугмета и хаптичком повратном спрегом интегрисаном у површину за праћење. Тактилни тачпед омогућава осећај „попуштања” приликом клика упркос чињеници да се тачпед више не помера.

### Сензорска супституција

#### Замена звука
У децембру 2015. Дејвид Иглмен је демонстрирао носиви прслук који „преводи” говор и друге аудио сигнале у низ вибрација. Ово је омогућило особама са оштећеним слухом да „осете” звукове на свом телу; од тада је комерцијализован као наруквица.

#### Тактилни електронски дисплеји
Тактилни електронски дисплеј је уређај за приказ који пружа текстуалне и графичке информације користећи чуло додира. Уређаји ове врсте су развијени да помогну слепим или глувим корисницима пружајући алтернативу визуелном или слушном осећају.

### Теледилдоника
Хаптичка повратна спрега се користи у оквиру теледилдоника, или „сексуалне технологије”, како би се даљински повезале секс играчке и омогућило корисницима да се укључе у виртуелни секс или омогућили удаљеном серверу да контролише њихову секс играчку. Термин је први пут сковао Тед Нелсон 1975. године, када је расправљао о будућности љубави, интимности и технологије. Последњих година, теледилдоника и сексуална технологија су се прошириле на играчке са двосмерном везом које омогућавају виртуелни секс путем комуникације вибрација, притисака и сензација. Многи „паметни” вибратори омогућавају једносмерну везу између корисника или удаљеног партнера, како би се омогућила контрола играчке.

### Неурорехабилитација и равнотежа
За појединце са дисфункцијом горњих екстремитета, роботски уређаји који користе хаптичку повратну спрегу могли би се користити за неурорехабилитацију. Роботски уређаји, као што су крајњи ефектори, и уземљени и неуземљени егзоскелети су дизајнирани да помогну у враћању контроле над неколико мишићних група. Хаптичка повратна спрега примењена овим роботским уређајима помаже у опоравку сензорне функције због своје имирзивније природе.
Хаптичка технологија такође може пружити сензорну повратну спрегу за побољшање поремећаја равнотеже повезаних са старењем и спречити падове код старијих и особа са оштећеном равнотежом. Хаптичка крава и коњ се користе у ветеринарској обуци.

### Слагалице
Хаптичке слагалице су осмишљене како би се истражило циљно оријентисано хаптичко истраживање, претраживање, учење и памћење у сложеним 3Д окружењима. Циљ је да се омогући роботима са више прстију да имају чуло додира, и да се добије више увида у људско мета-учење.

### Уметност
Хаптичке технологије су истражене у виртуелним уметностима, као што су синтеза звука или графички дизајн, које стварају неку лабаву визију и анимација. Хаптичка технологија је коришћена за побољшање постојећих уметничких дела у изложби Тејт Сензориум 2015. године. У стварању музике, шведски произвођач синтисајзера Teenage Engineering представио је хаптички сабвуфер модул за свој ОП-З синтисајзер, омогућавајући музичарима да осете бас фреквенције директно на свом инструменту.

### Свемир
Употреба хаптичких технологија може бити корисна у истраживању свемира, укључујући посете планети Марс, према новинским извештајима.